# Velsen-Zuid
Velsen-Zuid est un village de la province de Hollande-Septentrionale aux Pays-Bas. Il fait partie de la commune de Velsen. Le village est situé environ 9 km au nord de Haarlem.
La population de la ville de Velsen-Noord est de 930 habitants (2005). Le district statistique compte environ 1 790 habitants. Une partie du village est protégée aux monuments nationaux : Velsen-Zuid compte sur son territoire près de 58 constructions classées, et plus particulièrement la buitenplaats de Beeckestijn.

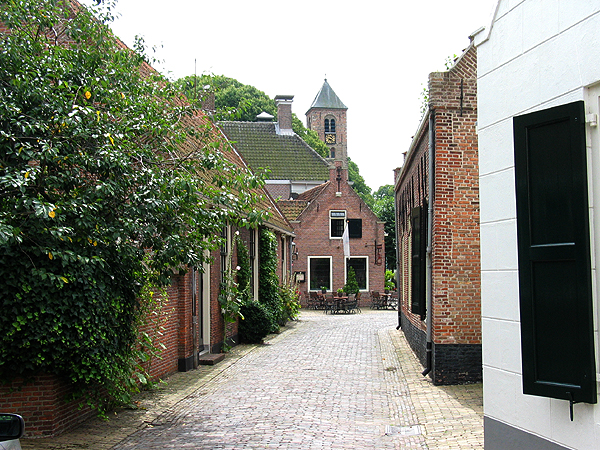
Centre du village de Velsen-Zuid, avec en arrière-plan, De Engelmunduskerk.